# Phallichthys
Genre
Phallichthys est un genre de poissons de la famille des Poeciliidae.

## Liste des espèces
Selon Fishbase:
- Phallichthys amates (Miller, 1907)
- Phallichthys fairweatheri Rosen & Bailey, 1959
- Phallichthys quadripunctatus Bussing, 1979
- Phallichthys tico Bussing, 1963